# Jeudi
Cet article possède un paronyme, voir Jedi.
 (septembre 2008).
Si vous disposez d'ouvrages ou d'articles de référence ou si vous connaissez des sites web de qualité traitant du thème abordé ici, merci de compléter l'article en donnant les références utiles à sa vérifiabilité et en les liant à la section « Notes et références ».

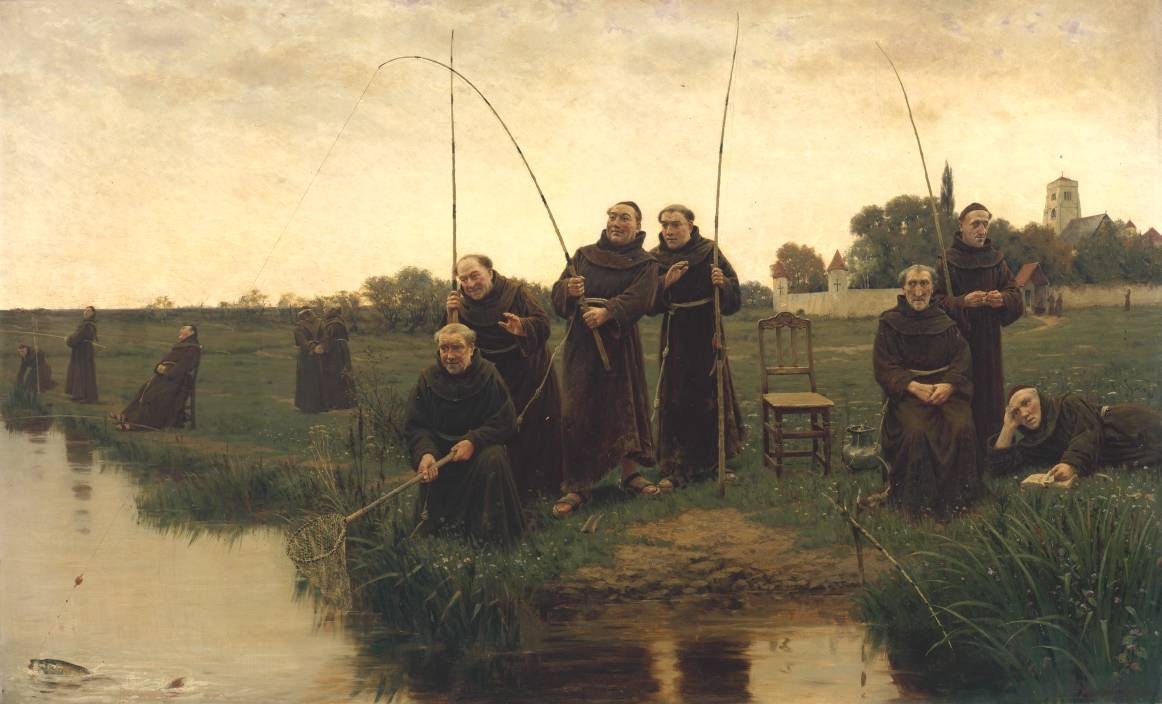
Peinture: Thursday par Sadler (Jeudi en français)

Le jeudi est le quatrième jour de la semaine civile dans plusieurs pays. Il est le cinquième de la semaine chrétienne, de la semaine juive et de la semaine musulmane. Il succède à mercredi et précède vendredi.
Le substantif masculin,, « jeudi », prononcé /ʒø.di/ en français standard, est issu du bas latin, Jovis dies, signifiant « jour de Jupiter », à savoir du dieu Jupiter. Il est attesté dès le XIIe siècle : d'après le Trésor de la langue française informatisé, sa plus ancienne occurrence connue se trouve dans le Comput de Philippe de Thaon, daté de 1119. Donnerstag en allemand, littéralement le jour du tonnerre, il se nomme aussi Thursday ce qui signifie Le jour de Thor, Thor étant le dieu nordique du tonnerre.
La norme ISO code le jeudi par le chiffre 4. Une norme récente ISO 8601 désigne le jeudi comme le milieu de la semaine. Les jeudis d'une année déterminent la numérotation des semaines : la semaine 1 est la première contenant un jeudi.

## Dans la liturgie chrétienne
- Le Jeudi Saint est celui qui précède le dimanche de Pâques.
- Le jeudi de l'Ascension est le quarantième jour après Pâques, c’est-à-dire le jeudi de la sixième semaine après Pâques.
- La Fête-Dieu ou Corpus Christi est célébrée le jeudi qui suit la Trinité.

## Jeudis renommés
- Le Jeudi noir (24 octobre 1929) marque le début de la Grande Dépression aux États-Unis d'Amérique. C'est une crise économique qui s'étendra progressivement au reste du monde.
- Jeudi noir du 15 août 1940 : cuisant échec enregistré par la Luftwaffe, au cours de la bataille d'Angleterre.
- Jeudi noir du 16 juillet 1942 : la Rafle du Vel d'Hiv durant laquelle la Police Française a livré 15 000 juifs aux autorités allemandes.
- Jeudi noir du 26 janvier 1978 : crise politico-sociale survenue en Tunisie.

## Divers
- En France, jusqu'en 1972, les élèves de primaire n'allaient pas à l'école le jeudi ; le jeudi est remplacé par le mercredi de 1972 à 2014, puis par le samedi à partir de 2014.
- En France, les élèves du collège et du lycée n'allaient pas en classe le jeudi jusqu'en 1969, de 1969 à 1972 les élèves vont à l'école le jeudi matin (en remplacement du samedi), le jeudi matin est aujourd'hui remplacé par le mercredi matin depuis 1972, ce jour-là étant peu travaillé dans l'emploi du temps (les heures de cours y dépassant rarement une demi-journée).
- « La semaine des quatre jeudis » est une expression familière désignant une semaine idéale mais imaginaire, existant depuis le XVe siècle, bien que ce fût d'abord "la semaine des deux jeudis" : il est probable qu'à cette époque mercredi était encore un jour maigre (sans petit déjeuner, ni viande, ni œufs ni laitages) comme c'est encore le cas chez les chrétiens orientaux. Jeudi étant donc un jour gras entre deux jours maigres, on pouvait rêver d'un deuxième jeudi pour avoir plus de temps pour se refaire avant le jeûne du vendredi (d'autant que samedi était devenu un jour maigre dans le monde latin). On exagéra au XVIe avec trois jeudis (cf. Pantagruel, chap. 1) et au XIXe avec quatre. Puis les enfants s’approprièrent cette expression quand le jeudi devint leur jour de repos scolaire (de 1945 à 1972), pour parler d’une semaine idéale mais imaginaire où l’on ne travaillerait que 2 jours (4 jeudis + 1 dimanche pour se reposer). Effectivement jusqu’en 1972, dans la scolarité française, le jeudi était jour de congé tandis que le mercredi était travaillé : l’abandon progressif du samedi après-midi comme période de travail amena à rééquilibrer la semaine en basculant le repos du jeudi au mercredi en septembre 1972 (arrêté du 12 mai 1972). Avec quatre jeudis (non travaillés) et un dimanche, il ne resterait que deux jours d'école. Le repos hebdomadaire est depuis passé au mercredi mais l'expression est restée inchangée.
Elle est généralement employée pour désigner un évènement qui n'aura jamais lieu. Par exemple :
- Ça y est ! On va pouvoir se payer des vacances.
- Chouette, quand cela ?
- La semaine des quatre jeudis !
- En 1971, Patrick Topaloff enregistre sa chanson La Semaine des quatre jeudis ; cette chanson ne connaîtra qu'un succès éphémère, puisque l'année suivante, le jour de congé hebdomadaire devient le mercredi.
- En Belgique, au Canada (notamment au Québec et Nouveau-Brunswick), l'expression d'une « semaine des quatre jeudis » désigne aussi un temps qui n'arrivera jamais, mais elle touche plus particulièrement les travailleurs, car c'est normalement le jeudi que la paie des travailleurs leur est versée ou déposée. Le jeudi n'a jamais représenté une journée de repos pour les écoliers, la semaine scolaire étant basée principalement sur le lundi-vendredi en gardant les samedi et dimanche comme jours de repos (même si, en Belgique, les écoles ont fonctionné le samedi matin jusqu'en 1974).
- En France, le jeudi soir est, pour de nombreux étudiants, le moment de la semaine propice aux sorties et aux soirées étudiantes, et reste associé aux excès et débordements qui leur sont associés (voir binge drinking). Le choix de ce jour s'explique, en province notamment, par l'importance des internats. Certains étudiants étant contraints de rentrer chez leurs parents le vendredi soir, le dernier jour de la semaine restant est le jeudi.
- Thor ressemblait tellement à Jupiter, que quand les scandinaves ont adopté le calendrier romain, ils lui ont assigné le quatrième jour de la semaine, jeudi (jour de Jupiter), à "Torsdag" (jour de Thor) en suédois. Torsdag ressemble beaucoup à Thursday (jeudi) en anglais.
- Le Nommé Jeudi de Gilbert Keith Chesterton, une œuvre à la fois poétique, philosophique et de fantasy urbaine.
- Tendre jeudi (Sweet Thursday) de John Steinbeck, suite de Rue de la sardine.
- The Tale Of The Magic Thursday, chanson du groupe pop Awaken.
- Jeudi est aussi un jour culte au Maroc, d'où son appellation par The jeudi. Ce jour symbolise les promesses à tenir où il est normal d'inviter une personne à déjeuner.
- Collectif Jeudi Noir : collectif français créé en 2006 pour dénoncer la flambée des prix des loyers et accélérer l'explosion de la bulle immobilière.
- L'expression « Jeudi prochain » désigne le prochain jeudi à venir (le jeudi de cette semaine si nous sommes le lundi, mais le jeudi de la semaine suivante si nous sommes le vendredi) ou bien comme l'expression « Jeudi en huit » désigne le jeudi de la semaine suivante[5],[6],[7].
- La religion yézidie considère que Dieu a créé l'ange Jibra'il le cinquième jour de la semaine, soit un jeudi[8].